# Smuda
Smuda, polnisch: Żmuda, durch Eindeutschung häufig: Schmude u. ä., ist ein aus dem Kaschubischen stammender Familienname. Er ist abgeleitet von zmuda (langsamer Mensch, Zeitvertrödler). Parallel und unabhängig davon trat und tritt der Name häufig in Schlesien auf.

## Namensträger
- Franciszek Smuda (1948–2024), polnischer Fußballtrainer
- Karl-Heinz Smuda (* 1961), deutscher Hörfunkjournalist
- Marta Żmuda Trzebiatowska (* 1984), polnische Schauspielerin
- Robert Smuda (1910–nach 1945), deutscher Turner
- Sigrid Smuda (* 1960), deutsche Eisschnellläuferin
- Władysław Żmuda (* 1954), polnischer Nationalfußballer
- Wolfgang Smuda (* 1944), deutscher Fußballspieler